# Danh sách phim của Walt Disney Pictures
Đây là danh sách các phim chiếu rạp phát hành dưới thương hiệu phim Walt Disney Pictures (lấy tên như hiện nay từ năm 1983, phim đầu tiên phát hành dưới tên này là Never Cry Wolf) và các phim phát hành trước đó dưới tên trước đây của công ty mẹ là Walt Disney Productions (1928–1983). Hầu hết các phim liệt kê tại đây được phát hành ở Hoa Kỳ bởi bộ phận phát hành của hãng, Walt Disney Studios Motion Pictures, trước đây có tên gọi là Buena Vista Distribution Company (1954–1987) và Buena Vista Pictures Distribution (1987–2007). Các phim điện ảnh của Disney trước Peter Pan (1953) đều được phân phối ban đầu bởi RKO Radio Pictures, và bây giờ được chuyển sang cho Walt Disney Studios Motion Pictures nắm quyền.
Danh sách này được sắp xếp theo trình tự thời gian phát hành của các phim, bao gồm các phim chiếu rạp người đóng, phim hoạt hình chiếu rạp (do Walt Disney Animation Studios và Pixar Animation Studios phát triển và sản xuất), và phim tài liệu (gồm các phim thuộc loạt phim True-Life Adventures và phim được sản xuất dưới thương hiệu Disneynature). Để xem danh sách riêng các phim hoạt hình do Walt Disney Pictures và các công ty tiền thân sản xuất, xem Danh sách các phim hoạt hình chiếu rạp của Disney.
Tuy nhiên, danh sách này không bao gồm các phim phát hành bởi những nhãn hiệu hoặc công ty con khác đang hoạt động hoặc đã đóng cửa hay ngừng hoạt động do The Walt Disney Studios sở hữu (ví dụ như Marvel StudiosMVL, Touchstone Pictures, Hollywood Pictures, Miramax Films, Dimension Films, ESPN Films), các phim sản xuất ở nước ngoài được phát hành tại thị trường Mỹ dưới thương hiệu Walt Disney Pictures nhưng hoàn toàn do hãng thứ ba sản xuất (ví dụ Studio Ghibli), các phim được phát hành trực tiếp dưới dạng băng đĩa (direct-to-video), phim phát hành lại tại các rạp, hay phim không phải do các hãng phim của Disney phát hành lần đầu.

## Phim chiếu rạp theo thập niên
|   | Loại phim                                   |
| - | ------------------------------------------- |
| A | Phim hoạt hình chiếu rạp (Danh sách đầy đủ) |
| H | Phim kết hợp người đóng và hoạt hình        |
| L | Phim người đóng                             |
| N | Series True-Life Adventures / Disneynature  |
| D | Phim tài liệu                               |

### Thập niên 1930
|   | Tên phim                       | Ngày phát hành tại Mỹ | Dựa theo                                    |
| - | ------------------------------ | --------------------- | ------------------------------------------- |
| A | Nàng Bạch Tuyết và bảy chú lùn | 21 tháng 12 năm 1937  | Truyện Nàng Bạch Tuyết của anh em nhà Grimm |

### Thập niên 1940
|   | Tên phim                               | Ngày phát hành tại Mỹ | Dựa theo                                                                                               |
| - | -------------------------------------- | --------------------- | --- |
| A | Pinocchio                              | 7 tháng 2 năm 1940    | Tiểu thuyết Những cuộc phiêu lưu của Pinocchio của Carlo Collodi                                       |
| H | Fantasia                               | 13 tháng 11 năm 1940  | |
| H | The Reluctant Dragon                   | 20 tháng 6 năm 1941   | Truyện The Reluctant Dragon của Kenneth Grahame                                                        |
| A | Dumbo                                  | 23 tháng 10 năm 1941  | Dumbo, the Flying Elephant của Helen Aberson                                                           |
| A | Bambi                                  | 13 tháng 8 năm 1942   | Tiểu thuyết Bambi, A Life in the Woods của Felix Salten                                                |
| H | Saludos Amigos                         | 6 tháng 2 năm 1943    | |
| H | Victory Through Air Power              | 17 tháng 7 năm 1943   | Sách Victory Through Air Power của Alexander P. de Seversky                                            |
| H | The Three Caballeros                   | 3 tháng 2 năm 1945    | |
| A | Make Mine Music                        | 20 tháng 4 năm 1946   | |
| H | Song of the South                      | 12 tháng 12 năm 1946  | Bộ truyện Uncle Remus của Joel Chandler Harris                                                         |
| H | Fun and Fancy Free                     | 27 tháng 9 năm 1947   | |
| H | Melody Time                            | 27 tháng 5 năm 1948   | |
| H | So Dear to My Heart                    | 29 tháng 11 năm 1948  | Sách Midnight and Jeremiah của Sterling North                                                          |
| A | The Adventures of Ichabod and Mr. Toad | 5 tháng 10 năm 1949   | Sách The Wind in the Willows của Kenneth Grahame, và The Legend of Sleepy Hollow của Washington Irving |

### Thập niên 1950
|   | Tên phim                                   | Ngày phát hành tại Mỹ | Dựa theo                                                                                                |
| - | ------------------------------------------ | --------------------- | --- |
| A | Cô bé Lọ Lem                               | 15 tháng 2 năm 1950   | Truyện Cô bé Lọ Lem của Charles Perrault                                                                |
| L | Đảo giấu vàng                              | 29 tháng 7 năm 1950   | Tiểu thuyết Đảo giấu vàng của Robert Louis Stevenson                                                    |
| A | Alice ở xứ sở thần tiên                    | 28 tháng 7 năm 1951   | Tiểu thuyết Cuộc phiêu lưu của Alice vào Xứ sở thần tiên và Through the Looking-Glass của Lewis Carroll |
| L | The Story of Robin Hood and His Merrie Men | 26 tháng 6 năm 1952   | Nhân vật anh hùng dân gian Robin Hood                                                                   |
| A | Peter Pan                                  | 5 tháng 2 năm 1953    | Tiểu thuyết Peter and Wendy của J. M. Barrie                                                            |
| L | The Sword and the Rose                     | 23 tháng 7 năm 1953   | Tiểu thuyết When Knighthood Was in Flower của Charles Major                                             |
| N | The Living Desert                          | 10 tháng 11 năm 1953  | |
| L | Rob Roy, the Highland Rogue                | 27 tháng 2 năm 1954   | Tiểu thuyết Rob Roy của Walter Scott                                                                    |
| N | The Vanishing Prairie                      | 16 tháng 8 năm 1954   | |
| L | 20.000 dặm dưới đáy biển                   | 23 tháng 12 năm 1954  | Tiểu thuyết Hai vạn dặm dưới đáy biển của Jules Verne                                                   |
| L | Davy Crockett, King of the Wild Frontier   | 25 tháng 5 năm 1955   | Cuộc đời của David Crockett                                                                             |
| A | Tiểu thư và chàng lang thang               | 22 tháng 6 năm 1955   | Sách "Happy Dan, The Whistling Dog" của Ward Greene                                                     |
| N | The African Lion                           | 14 tháng 9 năm 1955   | |
| L | The Littlest Outlaw                        | 22 tháng 12 năm 1955  | |
| L | The Great Locomotive Chase                 | 8 tháng 6 năm 1956    | Cuộc đột kích quân sự năm 1862                                                                          |
| L | Davy Crockett and the River Pirates        | 18 tháng 7 năm 1956   | Cuộc đời của David Crockett                                                                             |
| N | Secrets of Life                            | 6 tháng 11 năm 1956   | |
| L | Westward Ho, the Wagons!                   | 20 tháng 12 năm 1956  | Sách Children of the Covered Wagon của Mary Jane Carr                                                   |
| L | Johnny Tremain                             | 19 tháng 6 năm 1957   | Tiểu thuyết Johnny Tremain của Esther Forbes                                                            |
| N | Perri                                      | 28 tháng 8 năm 1957   | Tiểu thuyết Perri của Felix Salten                                                                      |
| L | Old Yeller                                 | 25 tháng 12 năm 1957  | Tiểu thuyết Old Yeller của Fred Gipson                                                                  |
| L | The Light in the Forest                    | 8 tháng 7 năm 1958    | Tiểu thuyết The Light in the Forest của Conrad Richter                                                  |
| N | White Wilderness                           | 12 tháng 8 năm 1958   | |
| L | Tonka                                      | 25 tháng 12 năm 1958  | |
| A | Người đẹp ngủ trong rừng                   | 29 tháng 1 năm 1959   | Truyện Người đẹp ngủ trong rừng của Charles Perrault                                                    |
| L | The Shaggy Dog                             | 19 tháng 3 năm 1959   | Sách The Hound of Florence của Felix Salten                                                             |
| L | Darby O'Gill and the Little People         | 26 tháng 6 năm 1959   | Những câu chuyện của Herminie Templeton Kavanagh                                                        |
| L | Third Man on the Mountain                  | 10 tháng 11 năm 1959  | Sách Banner in the Sky của James Ramsey Ullman                                                          |
| N | Jungle Cat                                 | 16 tháng 12 năm 1959  | |

### Thập niên 1960
|   | Tên phim                                        | Ngày phát hành tại Mỹ   | Dựa theo                                                                                              |
| - | ----------------------------------------------- | ----------------------- | --- |
| L | Toby Tyler                                      | 21 tháng 1 năm 1960     | Tiểu thuyết Toby Tyler; or, Ten Weeks with a Circus của James Otis Kaler                              |
| L | Kidnapped                                       | 24 tháng 2 năm 1960     | Tiểu thuyết Kidnapped của Robert Louis Stevenson                                                      |
| L | Pollyanna                                       | 19 tháng 5 năm 1960     | Tiểu thuyết Pollyanna của Eleanor Porter                                                              |
| L | The Sign of Zorro                               | 11 tháng 6 năm 1960     | Bộ truyện Zorro của Johnston McCulley                                                                 |
| L | Ten Who Dared                                   | 1 tháng 11 năm 1960     | |
| L | Swiss Family Robinson                           | 21 tháng 12 năm 1960    | Tiểu thuyết The Swiss Family Robinson của Johann David Wyss                                           |
| A | Một trăm linh một chú chó đốm                   | 25 tháng 1 năm 1961     | Tiểu thuyết 101 con chó đốm của Dodie Smith                                                           |
| L | The Absent-Minded Professor                     | 16 tháng 3 năm 1961     | Tiểu thuyết A Situation of Gravity của Samuel W. Taylor                                               |
| L | The Parent Trap                                 | 21 tháng 6 năm 1961     | Tiểu thuyết Lottie and Lisa của Erich Kästner                                                         |
| L | Nikki, Wild Dog of the North                    | 12 tháng 7 năm 1961     | |
| L | Greyfriars Bobby                                | 17 tháng 7 năm 1961     | |
| L | Babes in Toyland                                | 14 tháng 12 năm 1961    | Vở operetta Babes in Toyland của Victor Herbert                                                       |
| L | Moon Pilot                                      | 5 tháng 4 năm 1962      | Tiểu thuyết Starfire của Robert Buckner                                                               |
| L | Bon Voyage!                                     | 17 tháng 5 năm 1962     | |
| L | Big Red                                         | 6 tháng 6 năm 1962      | Tiểu thuyết Big Red của Jim Kjelgaard                                                                 |
| L | Almost Angels                                   | 26 tháng 9 năm 1962     | |
| L | The Legend of Lobo                              | 7 tháng 11 năm 1962     | Tiểu thuyết The Legend of Lobo của Ernest Thompson Seton                                              |
| L | In Search of the Castaways                      | 21 tháng 12 năm 1962    | Tiểu thuyết In Search of the Castaways của Jules Verne                                                |
| L | Son of Flubber                                  | 16 tháng 1 năm 1963     | |
| L | Miracle of the White Stallions                  | 29 tháng 3 năm 1963     | Tiểu thuyết The White Stallions of Vienna của Alois Podhajsky                                         |
| L | Savage Sam                                      | 1 tháng 6 năm 1963      | Tiểu thuyết Savage Sam của Fred Gipson                                                                |
| L | Summer Magic                                    | 7 tháng 7 năm 1963      | Sách Mother Carey's Chickens của Kate Douglas Wiggin                                                  |
| L | The Incredible Journey                          | 20 tháng 11 năm 1963    | Tiểu thuyết The Incredible Journey của Sheila Burnford                                                |
| A | The Sword in the Stone                          | 25 tháng 12 năm 1963    | Tiểu thuyết The Sword in the Stone của T. H. White                                                    |
| L | A Tiger Walks                                   | 12 tháng 3 năm 12, 1964 | Sách A Tiger Walks của Ian Niall                                                                      |
| L | The Misadventures of Merlin Jones               | 25 tháng 3 năm 1964     | |
| L | The Three Lives of Thomasina                    | 4 tháng 6 năm 1964      | Truyện Thomasina, the Cat Who Thought She Was God của Paul Gallico                                    |
| L | The Moon-Spinners                               | 8 tháng 7 năm 1964      | Tiểu thuyết The Moon-Spinners của Mary Stewart                                                        |
| H | Mary Poppins                                    | 29 tháng 8 năm 1964     | Tiểu thuyết Mary Poppins của P. L. Travers                                                            |
| H | Emil and the Detectives                         | 18 tháng 12 năm 1964    | Tiểu thuyết Emil and the Detectives của Erich Kästner                                                 |
| L | Those Calloways                                 | 28 tháng 1 năm 1965     | Tiểu thuyết Swiftwater của Paul Annixter                                                              |
| L | The Monkey's Uncle                              | 18 tháng 8 năm 1965     | |
| L | That Darn Cat!                                  | 2 tháng 12 năm 1965     | Tiểu thuyếtUndercover Cat của Gordons                                                                 |
| L | The Ugly Dachshund                              | 16 tháng 2 năm 1966     | Tiểu thuyết The Ugly Dachshund của Gladys Bronwyn Stern                                               |
| L | Lt. Robin Crusoe, U.S.N.                        | 29 tháng 7 năm 1966     | Tiểu thuyết Robinson Crusoe của Daniel Defoe                                                          |
| L | The Fighting Prince of Donegal                  | 1 tháng 10 năm 1966     | Tiểu thuyết Red Hugh: Prince of Donegal của Robert T. Reilly                                          |
| L | Follow Me, Boys!                                | 1 tháng 12 năm 1966     | Tiểu thuyết God and My Country của MacKinlay Kantor                                                   |
| L | Monkeys, Go Home!                               | 8 tháng 2 năm 1967      | |
| L | The Adventures of Bullwhip Griffin              | 8 tháng 3 năm 1967      | Tiểu thuyết By the Great Horn Spoon của Sid Fleischman                                                |
| L | The Gnome-Mobile                                | 19 tháng 7 năm 1967     | Tiểu thuyết The Gnomobile của Upton Sinclair                                                          |
| A | Câu chuyện rừng xanh                            | 18 tháng 10 năm 1967    | Tiểu thuyết Chuyện rừng xanh và Chuyện rừng xanh 2 của Rudyard Kipling                                |
| L | Charlie, the Lonesome Cougar                    | 18 tháng 10 năm 1967    | |
| L | The Happiest Millionaire                        | 30 tháng 11 năm 1967    | Tiểu thuyết My Philadelphia Father của Cornelia Drexel Biddle                                         |
| L | Blackbeard's Ghost                              | 8 tháng 2 năm 1968      | Tác phẩm Blackbeard's Ghost của Ben Stahl                                                             |
| L | The One and Only, Genuine, Original Family Band | 21 tháng 3 năm 1968     | Tiểu thuyết The Family Band: From the Missouri to the Black Hills, 1881-1900 của Laura Bower Van Nuys |
| L | Never A Dull Moment                             | 26 tháng 6 năm 1968     | Bộ tiểu thuyết Jack Albany của John Godey                                                             |
| L | The Horse in the Gray Flannel Suit              | 20 tháng 12 năm 1968    | Tiểu thuyết The Year of the Horse của Eric S. Hatch                                                   |
| L | The Love Bug                                    | 24 tháng 12 năm 1968    | Car, Boy, Girl của Gordon Buford                                                                      |
| L | Smith!                                          | 21 tháng 3 năm 1969     | Tiểu thuyết Breaking Smith's Quarter Horse của Paul St. Pierre                                        |
| L | Rascal                                          | 11 tháng 6 năm 1969     | Sách Rascal của Sterling North                                                                        |
| L | The Computer Wore Tennis Shoes                  | 24 tháng 12 năm 1969    | |

### Thập niên 1970
|   | Tên phim                               | Ngày phát hành tại Mỹ | Dựa theo |
| - | -------------------------------------- | --------------------- | --- |
| L | King of the Grizzlies                  | 11 tháng 2 năm 1970   | |
| L | The Boatniks                           | 1 tháng 7 năm 1970    | |
| L | The Wild Country                       | 15 tháng 12 năm 1970  | |
| A | Gia đình mèo quý tộc                   | 24 tháng 12 năm 1970  | |
| L | The Barefoot Executive                 | 17 tháng 3 năm 1971   | |
| L | Scandalous John                        | 22 tháng 6 năm 1971   | |
| L | The Million Dollar Duck                | 30 tháng 6 năm 1971   | |
| H | Bedknobs and Broomsticks               | 13 tháng 12 năm 1971  | Các tiểu thuyết The Magic Bed Knob; or, How to Become a Witch in Ten Easy Lessons và Bonfires and Broomsticks của Mary Norton |
| L | The Biscuit Eater                      | 22 tháng 3 năm 1972   | Sách The Biscuit Eater của James H. Street                                                                                    |
| L | Now You See Him, Now You Don't         | 12 tháng 7 năm 1972   | |
| L | Napoleon and Samantha                  | 19 tháng 7 năm 1972   | |
| L | Run, Cougar, Run                       | 18 tháng 10 năm 1972  | |
| L | Chandar, the Black Leopard of Ceylon   | 26 tháng 11 năm 1972  | |
| L | Snowball Express                       | 22 tháng 12 năm 1972  | Tác phẩm Chateau Bon Vivant của Frankie và John O'Rear                                                                        |
| L | The World's Greatest Athlete           | 14 tháng 2 năm 1973   | |
| L | Charley and the Angel                  | 23 tháng 3 năm 1973   | Tác phẩm The Golden Evenings of Summer của Will Stanton                                                                       |
| L | One Little Indian                      | 20 tháng 6 năm 1973   | |
| L | Mustang                                | 7 tháng 10 năm 1973   | |
| A | Robin Hood                             | 8 tháng 11 năm 1973   | Nhân vật anh hùng dân gian Robin Hood                                                                                         |
| L | Superdad                               | 14 tháng 12 năm 1973  | |
| L | Herbie Rides Again                     | 6 tháng 6 năm 1974    | |
| L | The Bears and I                        | 31 tháng 7 năm 1974   | |
| L | The Castaway Cowboy                    | 1 tháng 8 năm 1974    | |
| L | The Island at the Top of the World     | 20 tháng 12 năm 1974  | Tiểu thuyết The Lost Ones của Donald G. Payne                                                                                 |
| L | The Strongest Man in the World         | 6 tháng 2 năm 1975    | |
| L | Escape to Witch Mountain               | 21 tháng 3 năm 1975   | Tiểu thuyết Escape to Witch Mountain của Alexander Key                                                                        |
| L | The Apple Dumpling Gang                | 1 tháng 7 năm 1975    | Tiểu thuyết The Apple Dumpling Gang của Jack Bickham                                                                          |
| L | One of Our Dinosaurs Is Missing        | 9 tháng 7 năm 1975    | Tác phẩm The Great Dinosaur Robbery của David Forrest (pseudonym)                                                             |
| L | The Boy Who Talked to Badgers          | 14 tháng 9 năm 1975   | |
| L | Ride a Wild Pony                       | 25 tháng 12 năm 1975  | Tiểu thuyết Ride a Wild Pony của Don Chaffey                                                                                  |
| L | No Deposit, No Return                  | 5 tháng 2 năm 1976    | |
| L | Treasure of Matecumbe                  | 1 tháng 7 năm 1976    | Tiểu thuyết Treasure of Matecumbe của Robert Lewis Taylor                                                                     |
| L | Gus                                    | 7 tháng 7 năm 1976    | |
| L | The Shaggy D.A.                        | 17 tháng 12 năm 1976  | Tiểu thuyết The Hound of Florence của Felix Salten                                                                            |
| L | Freaky Friday                          | 17 tháng 12 năm 1976  | Tiểu thuyết Freaky Friday của Mary Rodgers                                                                                    |
| L | Escape from the Dark                   | 11 tháng 3 năm 1977   | |
| A | The Many Adventures of Winnie the Pooh | 11 tháng 3 năm 1977   | Sách Winnie-the-Pooh và The House at Pooh Corner của A.A. Milne                                                               |
| L | A Tale of Two Critters                 | 22 tháng 6 năm 1977   | |
| A | Nhân viên cứu hộ                       | 22 tháng 6 năm 1977   | Series tiểu thuyết "Nhân viên cứu hộ" của Margery Sharp                                                                       |
| L | Herbie Goes to Monte Carlo             | 24 tháng 6 năm 1977   | |
| H | Pete's Dragon                          | 3 tháng 11 năm 1977   | Tiểu thuyết "Pete's Dragon" của Seton I. Miller                                                                               |
| L | Candleshoe                             | 16 tháng 12 năm 1977  | Tiểu thuyết Christmas at Candleshoe của Michael Innes                                                                         |
| L | Return from Witch Mountain             | 10 tháng 3 năm 1978   | Tiểu thuyết Escape to Witch Mountain của Alexander Key                                                                        |
| L | The Cat from Outer Space               | 9 tháng 6 năm 1978    | |
| L | Hot Lead and Cold Feet                 | 5 tháng 7 năm 1978    | |
| L | The North Avenue Irregulars            | 9 tháng 2 năm 1979    | |
| L | The Apple Dumpling Gang Rides Again    | 27 tháng 6 năm 1979   | |
| L | Unidentified Flying Oddball            | 26 tháng 7 năm 1979   | Tiểu thuyết A Connecticut Yankee in King Arthur's Court by Mark Twain                                                         |
| L | The Black Hole                         | 21 tháng 12 năm 1979  | |

### Thập niên 1980
|   | Tên phim                        | Ngày phát hành tại Mỹ | (Các) Hãng đồng sản xuất      | Dựa theo                                                              |
| - | ------------------------------- | --------------------- | ----------------------------- | --------------------------------------------------------------------- |
| L | Midnight Madness                | 8 tháng 2 năm 1980    |                               |                                                                       |
| L | The Watcher in the Woods        | 17 tháng 4 năm 1980   |                               | Tiểu thuyết A Watcher in the Woods của Florence Engal Randall         |
| L | Herbie Goes Bananas             | 25 tháng 6 năm 1980   |                               |                                                                       |
| L | The Last Flight of Noah's Ark   | 25 tháng 6 năm 1980   |                               |                                                                       |
| L | Popeye                          | 12 tháng 12 năm 1980  | Paramount Pictures            | Nhân vật Popeye của E. C. Segar                                       |
| L | The Devil and Max Devlin        | 6 tháng 3 năm 1981    |                               |                                                                       |
| L | Amy                             | 20 tháng 3 năm 1981   |                               |                                                                       |
| L | Dragonslayer                    | 26 tháng 6 năm 1981   | Paramount Pictures            |                                                                       |
| A | Cáo và chó săn                  | 10 tháng 7 năm 1981   |                               | Tiểu thuyết của Daniel P. Mannix                                      |
| L | Condorman                       | 7 tháng 8 năm 1981    |                               | Tiểu thuyết The Game of X của Robert Sheckley                         |
| L | Night Crossing                  | 5 tháng 2 năm 1982    |                               | Sự kiện khinh khí cầu vượt qua biên giới Tây Đức và Đông Đức năm 1979 |
| H | Tron                            | 9 tháng 7 năm 1982    | Lisberger Studios             |                                                                       |
| L | Tex                             | 30 tháng 7 năm 1982   |                               | Tiểu thuyết của S. E. Hinton                                          |
| L | Trenchcoat                      | 11 tháng 3 năm 1983   |                               |                                                                       |
| L | Something Wicked This Way Comes | 29 tháng 4 năm 1983   |                               | Tiểu thuyết của Ray Bradbury                                          |
| L | Never Cry Wolf                  | 7 tháng 10 năm 1983   |                               | Tiểu thuyết của Farley Mowat                                          |
| L | Return to Oz                    | 21 tháng 6 năm 1985   |                               | Truyện The Marvelous Land of Oz và Ozma of Oz của L. Frank Baum       |
| A | Vạc dầu đen                     | 24 tháng 7 năm 1985   |                               | Tiểu thuyết Biên niên sử Prydain của Lloyd Alexander                  |
| L | The Journey of Natty Gann       | 27 tháng 9 năm 1985   |                               |                                                                       |
| L | One Magic Christmas             | 22 tháng 11 năm 1985  | Telefilm Canada               |                                                                       |
| A | The Great Mouse Detective       | 2 tháng 7 năm 1986    | Walt Disney Feature Animation | Sách Basil of Baker Street của Eve Titus                              |
| L | Flight of the Navigator         | 30 tháng 7 năm 1986   | Producers Sales Organization  |                                                                       |
| L | Benji the Hunted                | 17 tháng 6 năm 1987   | Mulberry Square Productions   |                                                                       |
| L | Return to Snowy River           | 15 tháng 4 năm 1988   |                               |                                                                       |
| A | Oliver & Company                | 18 tháng 11 năm 1988  | Walt Disney Feature Animation | Tiểu thuyết Oliver Twist của Charles Dickens                          |
| L | Honey, I Shrunk the Kids        | 23 tháng 6 năm 1989   |                               |                                                                       |
| L | Cheetah                         | 18 tháng 8 năm 1989   |                               |                                                                       |
| A | Nàng tiên cá                    | 17 tháng 11 năm 1989  | Walt Disney Feature Animation | Truyện cổ tích Nàng tiên cá của Hans Christian Andersen               |

### Thập niên 1990
|   | Tên phim                                       | Ngày phát hành tại Mỹ | (Các) Hãng đồng sản xuất                                                 | Dựa theo                                                                       |
| - | ---------------------------------------------- | --------------------- | ------------------------------------------------------------------------ | ------------------------------------------------------------------------------ |
| A | DuckTales the Movie: Treasure of the Lost Lamp | 3 tháng 8 năm 1990    | Walt Disney Feature Animation và Walt Disney Feature Animation Australia | Series truyền hình DuckTales                                                   |
| A | The Rescuers Down Under                        | 16 tháng 11 năm 1990  | Walt Disney Feature Animation                                            |                                                                                |
| L | Nanh trắng                                     | 18 tháng 1 năm 1991   |                                                                          | Tiểu thuyết Nanh Trắng của Jack London                                         |
| L | Shipwrecked                                    | 1 tháng 3 năm 1991    | AB Svensk Filmindustri                                                   | Tiểu thuyết Haakon Haakonsen: A Norwegian Robinson Crusoe của Oluf Falck-Ytter |
| L | Wild Hearts Can't Be Broken                    | 24 tháng 5 năm 1991   |                                                                          | Tiểu thuyết A Girl and Five Brave Horses của Sonora Webster Carver             |
| L | The Rocketeer TR                               | 21 tháng 6 năm 1991   | Công ty The Gordon                                                       | Truyện tranh The Rocketeer của Dave Stevens                                    |
| A | Người đẹp và quái thú                          | 22 tháng 11 năm 1991  | Walt Disney Feature Animation                                            | Truyện Người đẹp và quái thú của Gabrielle-Suzanne Barbot de Villeneuve        |
| L | Newsies                                        | 10 tháng 4 năm 1992   |                                                                          | Newsboys Strike of 1899                                                        |
| L | Honey, I Blew Up the Kid                       | 17 tháng 7 năm 1992   |                                                                          |                                                                                |
| L | The Mighty Ducks                               | 2 tháng 10 năm 1992   | Avnet–Kerner Productions                                                 |                                                                                |
| A | Aladdin                                        | 25 tháng 11 năm 1992  | Walt Disney Feature Animation                                            | Truyện "Aladdin và cây đèn thần" trích từ tập truyện Nghìn lẻ một đêm          |
| L | The Muppet Christmas Carol                     | 11 tháng 12 năm 1992  | Jim Henson Productions                                                   | Tiểu thuyết A Christmas Carol của Charles Dickens                              |
| L | Homeward Bound: The Incredible Journey         | 3 tháng 2 năm 1993    |                                                                          | Tiểu thuyết The Incredible Journey của Sheila Burnford                         |
| L | A Far Off Place                                | 12 tháng 3 năm 1993   | Amblin Entertainment                                                     |                                                                                |
| L | The Adventures of Huck Finn                    | 2 tháng 4 năm 1993    |                                                                          | Tiểu thuyết Adventures of Huckleberry Finn của Mark Twain                      |
| L | Hocus Pocus                                    | 16 tháng 7 năm 1993   |                                                                          |                                                                                |
| L | Cool Runnings                                  | 1 tháng 10 năm 1993   |                                                                          | Bobsleigh ở Thế vận hội mùa đông 1988                                          |
| L | The Three Musketeers                           | 12 tháng 11 năm 1993  | Caravan Pictures                                                         | Tiểu thuyết Ba chàng lính ngự lâm của Alexandre Dumas                          |
| L | Iron Will                                      | 14 tháng 1 năm 1994   |                                                                          | Cuộc đua chó kéo xe trượt tuyết của Winnipeg-St. Paul năm 1918                 |
| L | Blank Check                                    | 11 tháng 2 năm 1994   |                                                                          |                                                                                |
| L | D2: The Mighty Ducks                           | 25 tháng 3 năm 1994   | Avnet–Kerner Productions                                                 |                                                                                |
| L | White Fang 2: Myth of the White Wolf           | 15 tháng 4 năm 1994   |                                                                          |                                                                                |
| A | Vua sư tử                                      | 24 tháng 6 năm 1994   | Walt Disney Feature Animation                                            |                                                                                |
| L | Angels in the Outfield                         | 15 tháng 7 năm 1994   | Caravan Pictures                                                         | Bản làm lại của bộ phim cùng tên sản xuất năm 1951                             |
| L | Squanto: A Warrior's Tale                      | 28 tháng 10 năm 1994  |                                                                          | Cuộc đời của Squanto                                                           |
| L | The Santa Clause TSC                           | 11 tháng 11 năm 1994  | Hollywood Pictures và Outlaw Productions                                 |                                                                                |
| L | Rudyard Kipling's The Jungle Book              | 25 tháng 12 năm 1994  |                                                                          | Tiểu thuyết Sách Rừng xanh của Rudyard Kipling                                 |
| L | Heavyweights                                   | 17 tháng 2 năm 1995   | Caravan Pictures                                                         |                                                                                |
| L | Man of the House                               | 3 tháng 3 năm 1995    | Orr & Cruickshank Productions                                            |                                                                                |
| L | Tall Tale                                      | 24 tháng 3 năm 1995   | Caravan Pictures                                                         |                                                                                |
| A | A Goofy Movie                                  | 7 tháng 4 năm 1995    | Walt Disney Feature Animation và Disney MovieToons                       | Series truyền hình Goof Troop                                                  |
| A | Pocahontas                                     | 23 tháng 6 năm 1995   | Walt Disney Feature Animation                                            | Cuộc đời của công chúa Pocahontas                                              |
| L | Operation Dumbo Drop                           | 28 tháng 7 năm 1995   | Polygram Filmed Entertainment                                            |                                                                                |
| L | A Kid in King Arthur's Court                   | 11 tháng 8 năm 1995   | Trimark Pictures                                                         | Tiểu thuyết A Connecticut Yankee in King Arthur's Court của Mark Twain         |
| L | The Big Green                                  | 29 tháng 9 năm 1995   | Caravan Pictures                                                         |                                                                                |
| D | Frank and Ollie                                | 20 tháng 10 năm 1995  |                                                                          | Cuộc đời của hai họa sĩ Frank Thomas và Ollie Johnston                         |
| A | Câu chuyện đồ chơi                             | 22 tháng 11 năm 1995  | Pixar Animation Studios                                                  |                                                                                |
| L | Tom and Huck                                   | 22 tháng 12 năm 1995  | Painted Fence Productions                                                | Tiểu thuyết Những cuộc phiêu lưu của Tom Sawyer của Mark Twain                 |
| L | Muppet Treasure Island                         | 16 tháng 2 năm 1996   | Jim Henson Productions                                                   | Tiểu thuyết Đảo giấu vàng của Robert Louis Stevenson                           |
| L | Homeward Bound II: Lost in San Francisco       | 8 tháng 3 năm 1996    |                                                                          |                                                                                |
| H | James and the Giant Peach                      | 12 tháng 4 năm 1996   | Allied Filmmakers, Skellington Productions, và Guild Film Distribution   | Tiểu thuyết James and the Giant Peach của Roald Dahl                           |
| A | Thằng gù nhà thờ Đức Bà                        | 21 tháng 6 năm 1996   | Walt Disney Feature Animation                                            | Tiểu thuyết Thằng gù nhà thờ Đức Bà của Victor Hugo                            |
| L | First Kid                                      | 30 tháng 8 năm 1996   | Caravan Pictures                                                         |                                                                                |
| L | D3: The Mighty Ducks                           | 4 tháng 10 năm 1996   | Avnet–Kerner Productions                                                 |                                                                                |
| L | 101 chú chó đốm                                | 27 tháng 11 năm 1996  | Great Oaks                                                               | Tiểu thuyết 101 con chó đốm của Dodie Smith                                    |
| L | That Darn Cat                                  | 14 tháng 2 năm 1997   | Robert Simonds Productions                                               | Tiểu thuyết Undercover Cat của The Gordons                                     |
| L | Jungle 2 Jungle                                | 7 tháng 3 năm 1997    | TF1                                                                      | Bộ phim của Pháp Un indien dans la ville J2J                                   |
| A | Hercules                                       | 27 tháng 6 năm 1997   | Walt Disney Feature Animation                                            | Thần thoại về Hercules                                                         |
| L | George of the Jungle                           | 16 tháng 7 năm 1997   | Mandeville Films                                                         | Series truyền hình George of the Jungle                                        |
| L | RocketMan                                      | 10 tháng 10 năm 1997  | Caravan Pictures                                                         |                                                                                |
| L | Flubber                                        | 26 tháng 11 năm 1997  | Great Oaks                                                               | Tiểu thuyết The Absent-Minded Professor                                        |
| L | Mr. Magoo                                      | 25 tháng 12 năm 1997  | UPA Productions                                                          | Nhân vật Mr. Magoo của hãng United Productions of America                      |
| L | Meet the Deedles                               | 27 tháng 3 năm 1998   | DIC Entertainment                                                        |                                                                                |
| A | Hoa Mộc Lan                                    | 19 tháng 6 năm 1998   | Walt Disney Feature Animation                                            | Huyền thoại về Hua Mulan                                                       |
| L | The Parent Trap                                | 29 tháng 7 năm 1998   |                                                                          | Tiểu thuyết Lottie and Lisa của Erich Kästner                                  |
| L | I'll Be Home for Christmas                     | 13 tháng 11 năm 1998  | Mandeville Films                                                         |                                                                                |
| A | A Bug's Life                                   | 25 tháng 11 năm 1998  | Pixar Animation Studios                                                  | Truyện ngụ ngôn "The Ant and the Grasshopper" của Aesop Phim Seven Samurai     |
| L | Mighty Joe Young                               | 25 tháng 12 năm 1998  | RKO Pictures                                                             | Phiên bản phim năm 1949                                                        |
| L | My Favorite Martian                            | 12 tháng 2 năm 1999   |                                                                          | Series truyền hình My Favorite Martian                                         |
| A | Doug's 1st Movie                               | 26 tháng 3 năm 1999   | DisneyToon Studios và Jumbo Pictures                                     | Series truyền hình Doug                                                        |
| L | Endurance                                      | 14 tháng 5 năm 1999   |                                                                          | Cuộc đời của Haile Gebrselassie                                                |
| A | Tarzan                                         | 18 tháng 6 năm 1999   | Walt Disney Feature Animation                                            | Bộ sách Tarzan của Edgar Rice Burroughs                                        |
| L | Inspector Gadget                               | 23 tháng 7 năm 1999   | Caravan Pictures                                                         | Series truyền hình Inspector Gadget                                            |
| D | The Hand Behind the Mouse: The Ub Iwerks Story | 8 tháng 10 năm 1999   |                                                                          |                                                                                |
| L | The Straight Story                             | 15 tháng 10 năm 1999  | FilmFour và StudioCanal                                                  |                                                                                |
| A | Câu chuyện đồ chơi 2                           | 24 tháng 11 năm 1999  | Pixar Animation Studios                                                  |                                                                                |
| H | Fantasia 2000                                  | 17 tháng 12 năm 1999  | Walt Disney Feature Animation                                            |                                                                                |

### Thập niên 2000
|   | Tên phim                                                    | Ngày phát hành tại Mỹ | Công ty đồng sản xuất                                                                                    |
| - | ----------------------------------------------------------- | --------------------- | --- |
| A | The Tigger Movie                                            | 11 tháng 2 năm 2000   | DisneyToon Studios và Walt Disney Animation (Japan) Inc.                                                 |
| A | Dinosaur                                                    | 19 tháng 5 năm 2000   | Walt Disney Feature Animation và The Secret Lab                                                          |
| L | Disney's The Kid                                            | 7 tháng 7 năm 2000    | |
| L | Remember the Titans                                         | 29 tháng 9 năm 2000   | Jerry Bruckheimer Films và Technical Black Films                                                         |
| L | 102 Dalmatians                                              | 22 tháng 11 năm 2000  | |
| A | The Emperor's New Groove                                    | 15 tháng 12 năm 2000  | Walt Disney Feature Animation                                                                            |
| A | Recess: School's Out                                        | 16 tháng 2 năm 2001   | Walt Disney Television Animation và Paul & Joe Productions                                               |
| A | Atlantis: The Lost Empire                                   | 15 tháng 6 năm 2001   | Walt Disney Feature Animation                                                                            |
| L | Nhật ký công chúa                                           | 3 tháng 8 năm 2001    | BrownHouse Productions                                                                                   |
| L | Max Keeble's Big Move                                       | 5 tháng 10 năm 2001   | Karz Entertainment                                                                                       |
| A | Công ty Quái vật                                            | 2 tháng 11 năm 2001   | Pixar Animation Studios                                                                                  |
| L | Snow Dogs                                                   | 18 tháng 1 năm 2002   | The Kerner Entertainment Company                                                                         |
| A | Return to Never Land                                        | 15 tháng 2 năm 2002   | DisneyToon Studios và A. Film A/S                                                                        |
| L | The Rookie                                                  | 29 tháng 3 năm 2002   | |
| A | Lilo & Stitch                                               | 21 tháng 6 năm 2002   | Walt Disney Feature Animation                                                                            |
| L | The Country Bears                                           | 26 tháng 7 năm 2002   | Gunn Films                                                                                               |
| L | Tuck Everlasting                                            | 11 tháng 10 năm 2002  | Scholastic Entertainment                                                                                 |
| L | The Santa Clause 2                                          | 1 tháng 11 năm 2002   | Outlaw Productions và Boxing Cat Films                                                                   |
| A | Treasure Planet                                             | 27 tháng 11 năm 2002  | Walt Disney Feature Animation                                                                            |
| A | The Jungle Book 2                                           | 14 tháng 2 năm 2003   | DisneyToon Studios                                                                                       |
| A | Piglet's Big Movie                                          | 21 tháng 3 năm 2003   | DisneyToon Studios và Munich Animation                                                                   |
| D | Ghosts of the Abyss                                         | 11 tháng 4 năm 2003   | Walden Media, Earthship Productions, Ascot Elite Entertainment Group, Golden Village, Telepool và UGC PH |
| L | Holes                                                       | 18 tháng 4 năm 2003   | Walden Media, Phoenix Pictures và Chicago Pacific Entertainment                                          |
| L | The Lizzie McGuire Movie                                    | 2 tháng 5 năm 2003    | Stan Rogow Productions                                                                                   |
| A | Đi tìm Nemo                                                 | 30 tháng 5 năm 2003   | Pixar Animation Studios                                                                                  |
| L | Cướp biển vùng Caribbean: Lời nguyền của tàu Ngọc Trai Đen  | 9 tháng 7 năm 2003    | Jerry Bruckheimer Films                                                                                  |
| L | Freaky Friday                                               | 6 tháng 8 năm 2003    | Gunn Films                                                                                               |
| A | Anh em nhà gấu                                              | 1 tháng 11 năm 2003   | Walt Disney Feature Animation                                                                            |
| L | The Haunted Mansion                                         | 26 tháng 11 năm 2003  | Gunn Films                                                                                               |
| L | The Young Black Stallion                                    | 25 tháng 12 năm 2003  | The Kennedy/Marshall Company                                                                             |
| A | Teacher's Pet                                               | 16 tháng 1 năm 2004   | Walt Disney Television Animation                                                                         |
| L | Miracle                                                     | 6 tháng 2 năm 2004    | |
| L | Confessions of a Teenage Drama Queen                        | 20 tháng 2 năm 2004   | |
| A | Home on the Range                                           | 2 tháng 4 năm 2004    | Walt Disney Feature Animation                                                                            |
| D | Sacred Planet                                               | 22 tháng 4 năm 2004   | |
| L | Around the World in 80 Days                                 | 16 tháng 6 năm 2004   | Walden Media, Spanknyce Films và Mostow/Lieberman Productions                                            |
| D | America's Heart and Soul                                    | 2 tháng 7 năm 2004    | Blacklight Films                                                                                         |
| L | The Princess Diaries 2: Royal Engagement                    | 11 tháng 8 năm 2004   | Shondaland và Martin Chase Productions                                                                   |
| A | Gia đình siêu nhân                                          | 5 tháng 11 năm 2004   | Pixar Animation Studios                                                                                  |
| L | National Treasure                                           | 19 tháng 11 năm 2004  | Jerry Bruckheimer Films, Junction Entertainment và Saturn Films                                          |
| D | Aliens of the Deep                                          | 28 tháng 1 năm 2005   | Walden Media và Earthship Productions                                                                    |
| A | Pooh's Heffalump Movie                                      | 11 tháng 2 năm 2005   | DisneyToon Studios                                                                                       |
| L | The Pacifier                                                | 4 tháng 3 năm 2005    | Spyglass Entertainment và Offspring Entertainment                                                        |
| L | Ice Princess                                                | 18 tháng 3 năm 2005   | Bridget Johnson Films và Skate Away Productions                                                          |
| L | Herbie: Fully Loaded                                        | 22 tháng 6 năm 2005   | Robert Simonds Productions                                                                               |
| L | Sky High                                                    | 29 tháng 7 năm 2005   | Gunn Films                                                                                               |
| A | Valiant                                                     | 19 tháng 8 năm 2005   | Vanguard Animation và Odyssey Entertainment                                                              |
| L | The Greatest Game Ever Played                               | 30 tháng 9 năm 2005   | Fairway Films                                                                                            |
| A | Chicken Little                                              | 4 tháng 11 năm 2005   | Walt Disney Feature Animation                                                                            |
| L | Biên niên sử Narnia: Sư tử, phù thủy và cái tủ áo           | 9 tháng 12 năm 2005   | Walden Media                                                                                             |
| L | Glory Road                                                  | 13 tháng 1 năm 2006   | Jerry Bruckheimer Films, Texas Western Productions và Glory Road Productions                             |
| D | Roving Mars                                                 | 27 tháng 1 năm 2006   | The Kennedy/Marshall Company và White Mountain Films                                                     |
| L | Eight Below                                                 | 17 tháng 2 năm 2006   | Spyglass Entertainment, Mandeville Films và The Kennedy/Marshall Company                                 |
| L | The Shaggy Dog                                              | 10 tháng 3 năm 2006   | Mandeville Films, Robert Simonds Productions, và Boxing Cat Films                                        |
| A | The Wild                                                    | 14 tháng 4 năm 2006   | C.O.R.E. Feature Animation, Hoytyboy Pictures, Sir Zip Productions và Contrafilm                         |
| A | Vương quốc xe hơi                                           | 9 tháng 6 năm 2006    | Pixar Animation Studios                                                                                  |
| L | Cướp biển vùng Caribbean 2: Chiếc rương tử thần             | 7 tháng 7 năm 2006    | Jerry Bruckheimer Films                                                                                  |
| L | Invincible                                                  | 25 tháng 8 năm 2006   | Mayhem Pictures                                                                                          |
| A | The Nightmare Before Christmas                              | 27 tháng 10 năm 2006  | Skellington Productions                                                                                  |
| L | The Santa Clause 3: The Escape Clause                       | 3 tháng 11 năm 2006   | Outlaw Productions & Boxing Cat Productions                                                              |
| L | Bridge to Terabithia                                        | 16 tháng 2 năm 2007   | Summit Entertainment và Walden Media                                                                     |
| A | Gặp gỡ gia đình Robinson                                    | 30 tháng 3 năm 2007   | Walt Disney Animation Studios                                                                            |
| L | Cướp biển vùng Caribbean 3: Nơi tận cùng thế giới           | 25 tháng 5 năm 2007   | Jerry Bruckheimer Films                                                                                  |
| A | Chuột đầu bếp                                               | 29 tháng 6 năm 2007   | Pixar Animation Studios                                                                                  |
| L | Underdog                                                    | 3 tháng 8 năm 2007    | Spyglass Entertainment, Classic Media và Maverick Films                                                  |
| D | The Pixar Story                                             | 28 tháng 8 năm 2007   | Leslie Iwerks Productions                                                                                |
| L | The Game Plan                                               | 28 tháng 9 năm 2007   | |
| H | Chuyện thần tiên ở New York                                 | 21 tháng 11 năm 2007  | Right Coast Entertainment và Josephson Entertainment                                                     |
| L | Kho báu quốc gia: Pho sách tối mật                          | 21 tháng 12 năm 2007  | Jerry Bruckheimer Films, Junction Entertainment và Saturn Films                                          |
| L | Hannah Montana and Miley Cyrus: Best of Both Worlds Concert | 1 tháng 2 năm 2008    | PACE |
| L | College Road Trip                                           | 7 tháng 3 năm 2008    | Gunn Films                                                                                               |
| L | Biên niên sử Narnia: Hoàng tử Caspian                       | 16 tháng 5 năm 2008   | Walden Media                                                                                             |
| A | Rô-bốt biết yêu                                             | 27 tháng 6 năm 2008   | Pixar Animation Studios                                                                                  |
| L | Nữ minh tinh và chàng lãng tử                               | 3 tháng 10 năm 2008   | Mandeville Films                                                                                         |
| D | Morning Light                                               | 17 tháng 10 năm 2008  | |
| L | High School Musical 3: Lễ tốt nghiệp                        | 24 tháng 10 năm 2008  | Borden và Rosenbush Entertainment                                                                        |
| A | Roadside Romeo                                              | 24 tháng 10 năm 2008  | Yash Raj Films, Disney India và Disney World Cinema                                                      |
| A | Tia chớp                                                    | 21 tháng 11 năm 2008  | Walt Disney Animation Studios                                                                            |
| L | Chuyện kể lúc nửa đêm                                       | 25 tháng 12 năm 2008  | Gunn Films, Happy Madison Productions, Offspring Entertainment và Conman & Izzy Productions              |
| L | Jonas Brothers: The 3D Concert Experience                   | 27 tháng 2 năm 2009   | Jonas Films                                                                                              |
| L | Cuộc đua đến núi phù thủy                                   | 13 tháng 3 năm 2009   | Gunn Films                                                                                               |
| L | Hannah Montana: The Movie                                   | 10 tháng 4 năm 2009   | It's a Laugh Productions và Millar Gough Ink                                                             |
| N | Earth                                                       | 22 tháng 4 năm 2009   | Disneynature, BBC Natural History Unit, BBC Worldwide, Discovery Channel và Greenlight Media             |
| L | Trail of the Panda                                          | 8 tháng 5 năm 2009    | Disney World Cinema và Castle Hero Pictures                                                              |
| A | Vút bay                                                     | 29 tháng 5 năm 2009   | Pixar Animation Studios                                                                                  |
| L | Lilly the Witch: The Dragon and the Magic Book              | 12 tháng 6 năm 2009   | |
| H | Biệt đội chuột lang                                         | 24 tháng 7 năm 2009   | Jerry Bruckheimer Films                                                                                  |
| D | Walt & El Grupo                                             | 9 tháng 9 năm 2009    | Walt Disney Family Foundation Films và Theodore Thomas Productions                                       |
| L | The Book of Masters                                         | 29 tháng 10 năm 2009  | |
| A | Giáng sinh yêu thương                                       | 6 tháng 11 năm 2009   | ImageMovers Digital                                                                                      |
| L | Old Dogs                                                    | 25 tháng 11 năm 2009  | Tapestry Films                                                                                           |
| A | Công chúa và chàng Ếch                                      | 11 tháng 12 năm 2009  | Walt Disney Animation Studios                                                                            |

### Thập niên 2010
| Tên phim                                                    | Ngày phát hành tại Mỹ | Công ty đồng sản xuất                                                                             |
| ----------------------------------------------------------- | --------------------- | ------------------------------------------------------------------------------------------------- |
| Alice ở xứ sở thần tiên                                     | 5 tháng 3 năm 2010    | The Zanuck Company, Roth Films và Team Todd                                                       |
| Waking Sleeping Beauty                                      | 26 tháng 3 năm 2010   | Stone Circle Pictures                                                                             |
| Oceans                                                      | 22 tháng 4 năm 2010   | Disneynature, Participant Media, Pathé, Gatetee Films, Canal+, France 2 Cinema và France 3 Cinema |
| Hoàng tử Ba Tư: Dòng cát thời gian                          | 28 tháng 5 năm 2010   | Jerry Bruckheimer Films                                                                           |
| Câu chuyện đồ chơi 3                                        | 18 tháng 6 năm 2010   | Pixar Animation Studios                                                                           |
| Phù thủy tập sự                                             | 14 tháng 7 năm 2010   | Jerry Bruckheimer Films, Saturn Films và Broken Road Productions                                  |
| The Crimson Wing: Mystery of the Flamingos                  | 7 tháng 9 năm 2010    | Disneynature, Kudos Pictures và Natural Light Films                                               |
| Secretariat                                                 | 8 tháng 10 năm 2010   | Mayhem Pictures                                                                                   |
| Do Dooni Chaar                                              | 8 tháng 10 năm 2010   | Planman Motion Pictures, Disney India và Disney World Cinema                                      |
| Người đẹp tóc mây                                           | 24 tháng 11 năm 2010  | Walt Disney Animation Studios                                                                     |
| The Boys: The Sherman Brothers' Story                       | 30 tháng 11 năm 2010  | Crescendo Productions, Red Hour Films và Traveling Light                                          |
| Trò chơi ảo giác                                            | 17 tháng 12 năm 2010  | Sean Bailey Productions                                                                           |
| Anaganaga O Dheerudu                                        | 21 tháng 1 năm 2011   | A Bellyful of Dreams Entertainment, Arka Media Works, Disney India và Disney World Cinema         |
| Lilly the Witch: The Journey to Mandolan                    | 17 tháng 2 năm 2011   |                                                                                                   |
| Sao Hỏa tìm mẹ                                              | 11 tháng 3 năm 2011   | ImageMovers Digital                                                                               |
| Zokkomon                                                    | 22 tháng 4 năm 2011   | Disney India và Disney World Cinema                                                               |
| African Cats                                                | 22 tháng 4 năm 2011   | Disneynature                                                                                      |
| Prom                                                        | 29 tháng 4 năm 2011   |                                                                                                   |
| Cướp biển vùng Ca-ri-bê 4                                   | 20 tháng 5 năm 2011   | Jerry Bruckheimer Films                                                                           |
| Cars 2                                                      | 24 tháng 6 năm 2011   | Pixar Animation Studios                                                                           |
| Winnie the Pooh                                             | 15 tháng 7 năm 2011   | Walt Disney Animation Studios                                                                     |
| Đại nhạc hội rối                                            | 23 tháng 11 năm 2011  | Mandeville Films                                                                                  |
| John Carter                                                 | 9 tháng 3 năm 2012    |                                                                                                   |
| Chimpanzee                                                  | 20 tháng 4 năm 2012   | Disneynature                                                                                      |
| Arjun: The Warrior Prince                                   | 25 tháng 5 năm 2012   | Disney India, Disney World Cinema và UTV Motion Pictures                                          |
| Công chúa tóc xù                                            | 22 tháng 6 năm 2012   | Pixar Animation Studios                                                                           |
| Mảnh đời kì lạ của Timothy Green                            | 15 tháng 8 năm 2012   | Monsterfoot Productions và Scott Sanders Productions                                              |
| Chó ma Frankenweenie                                        | 5 tháng 10 năm 2012   | Tim Burton Productions                                                                            |
| Ráp-phờ đập phá                                             | 2 tháng 11 năm 2012   | Walt Disney Animation Studios                                                                     |
| Lạc vào xứ Oz vĩ đại và quyền năng                          | 8 tháng 3 năm 2013    | Roth Films và Curtis-Donen Productions                                                            |
| Wings of Life                                               | 16 tháng 4 năm 2013   | Disneynature và Blacklight Films                                                                  |
| Lò đào tạo quái vật                                         | 21 tháng 6 năm 2013   | Pixar Animation Studios                                                                           |
| Kỵ sĩ cô độc                                                | 3 tháng 7 năm 2013    | Jerry Bruckheimer Films, Blind Wink và Infinitum Nihil                                            |
| Thế giới máy bay                                            | 9 tháng 8 năm 2013    | DisneyToon Studios                                                                                |
| Nữ hoàng băng giá                                           | 27 tháng 11 năm 2013  | Walt Disney Animation Studios                                                                     |
| Cuộc giải cứu thần kỳ                                       | 13 tháng 12 năm 2013  | BBC Films, Essential Media and Entertainment, Ruby Films và Hopscotch Features                    |
| Muppets Most Wanted                                         | 21 tháng 3 năm 2014   | Mandeville Films                                                                                  |
| Bears                                                       | 18 tháng 4 năm 2014   | Disneynature                                                                                      |
| Million Dollar Arm                                          | 16 tháng 5 năm 2014   | Roth Films và Mayhem Pictures                                                                     |
| Tiên hắc ám                                                 | 30 tháng 5 năm 2014   | Roth Films                                                                                        |
| Planes 2: Anh hùng và biển lửa                              | 18 tháng 7 năm 2014   | DisneyToon Studios                                                                                |
| Khoobsurat                                                  | 19 tháng 9 năm 2014   | UTV Motion Pictures, Disney India và Anil Kapoor Films                                            |
| Alexander và một ngày tồi tệ, kinh khủng, chán nản, bực bội | 10 tháng 10 năm 2014  | 21 Laps Entertainment và The Jim Henson Company                                                   |
| Biệt đội Big Hero 6                                         | 7 tháng 11 năm 2014   | Walt Disney Animation Studios                                                                     |
| Khu rừng cổ tích                                            | 25 tháng 12 năm 2014  | Lucamar Productions và Marc Platt Productions                                                     |
| McFarland, USA                                              | 20 tháng 2 năm 2015   | Mayhem Pictures                                                                                   |
| Lọ Lem                                                      | 13 tháng 3 năm 2015   | Genre Films                                                                                       |
| Monkey Kingdom                                              | 17 tháng 4 năm 2015   | Disneynature                                                                                      |
| Thế giới bí ẩn                                              | 22 tháng 5 năm 2015   | A113 Productions                                                                                  |
| Những mảnh ghép cảm xúc                                     | 19 tháng 6 năm 2015   | Pixar Animation Studios                                                                           |
| ABCD 2                                                      | 19 tháng 6 năm 2015   | UTV Motion Pictures và Disney India                                                               |
| Chú khủng long tốt bụng                                     | 25 tháng 11 năm 2015  | Pixar Animation Studios                                                                           |
| The Finest Hours                                            | 29 tháng 1 năm 2016   | Whitaker Entertainment và Red Hawk Entertainment                                                  |
| Phi vụ động trời                                            | 4 tháng 3 năm 2016    | Walt Disney Animation Studios                                                                     |
| Cậu bé rừng xanh                                            | 15 tháng 4 năm 2016   | Fairview Entertainment                                                                            |
| Alice ở xứ sở trong gương                                   | 27 tháng 5 năm 2016   | Roth Films, Team Todd và Tim Burton Productions                                                   |
| Đi tìm Dory                                                 | 17 tháng 6 năm 2016   | Pixar Animation Studios                                                                           |
| Chuyện chưa kể ở xứ sở khổng lồ                             | 1 tháng 7 năm 2016    | Amblin Entertainment, Reliance Entertainment, Walden Media và The Kennedy/Marshall Company        |
| Pete và người bạn rồng                                      | 12 tháng 8 năm 2016   | Whitaker Entertainment                                                                            |
| Queen of Katwe                                              | 23 tháng 9 năm 2016   | ESPN Films, Cine Mosaic và Mirabai Films                                                          |
| Hành trình của Moana                                        | 23 tháng 11 năm 2016  | Walt Disney Animation Studios                                                                     |
| Dangal                                                      | 21 tháng 12 năm 2016  | Disney India, UTV Motion Pictures và Aamir Khan Productions                                       |
| Người đẹp và quái vật                                       | 17 tháng 3 năm 2017   | Mandeville Films                                                                                  |
| Born in China                                               | 21 tháng 4 năm 2017   | Disneynature, Shanghai Media Group và Chuan Films                                                 |
| Pirates of the Caribbean: Salazar báo thù                   | 26 tháng 5 năm 2017   | Jerry Bruckheimer Films                                                                           |
| Vương quốc xe hơi 3                                         | 16 tháng 6 năm 2017   | Pixar Animation Studios                                                                           |
| Jagga Jasoos                                                | 14 tháng 7 năm 2017   | Disney India, UTV Motion Pictures, Picture Shuru Entertainment và Ishana Movies                   |
| Coco                                                        | 22 tháng 11 năm 2017  | Pixar Animation Studios                                                                           |
| Nếp gấp thời gian                                           | 9 tháng 3 năm 2018    | Whitaker Entertainment                                                                            |
| Gia đình siêu nhân 2                                        | 15 tháng 6 năm 2018   | Pixar Animation Studios                                                                           |
| Christopher Robin                                           | 3 tháng 8 năm 2018    |                                                                                                   |
| Kẹp Hạt Dẻ vè bốn vương quốc                                | 2 tháng 11 năm 2018   | The Mark Gordon Company                                                                           |
| Ráp-phờ đập phá 2: Phá đảo thế giới ảo                      | 21 tháng 11 năm 2018  | Walt Disney Animation Studios                                                                     |
| Mary Poppins trở lại                                        | 19 tháng 12 năm 2018  | Lucamar Productions và Marc Platt Productions                                                     |
| Dumbo: Chú voi biết bay                                     | 29 tháng 3 năm 2019   | Tim Burton Productions                                                                            |
| Aladdin                                                     | 24 tháng 5 năm 2019   |                                                                                                   |
| The Lion King                                               | 11 tháng 7 năm 2019   |                                                                                                   |
| Maleficent: Mistress of Evil                                | 16 tháng 11 năm 2019  |                                                                                                   |
|                                                             |                       |                                                                                                   |

### Thập niên 2020
=== Encanto (2021)
Elemant (2023)

### Danh sách chi tiết theo các định dạng phát hành
- Danh sách phim hoạt hình chiếu rạp của Disney

### Các thương hiệu của Disney
Đang hoạt động
- Walt Disney Animation Studios (danh sách)
- DisneyToon Studios
- Disney Channel (danh sách)
- Disneynature
- Pixar Animation Studios (danh sách)

Ngừng hoạt động
- ImageMovers Digital
- Skellington Productions

### Các hãng phim và công ty con khác
Đang hoạt động
- Marvel Studios (danh sách)
  - Vũ trụ Điện ảnh Marvel (danh sách)
  - Marvel Television
- Lucasfilm Ltd.
- Touchstone Pictures
- ESPN Films
- UTV Motion Pictures

Ngừng hoạt dộng
- Hollywood Pictures
- ABC Motion Pictures
- ABC Family

Loạt bỏ (từng được sở hữu bởi Disney)
- Miramax
  - Dimension Films